# Coupe Memorial 2000
Navigation
Édition précédente Édition suivante
L'édition 2000 de la Coupe Memorial est présentée du 20 au 28 mai 2000 à Halifax, Nouvelle-Écosse. Elle regroupe les champions de chacune des divisions de la Ligue canadienne de hockey, soit la Ligue de hockey junior majeur du Québec (LHJMQ), la Ligue de hockey de l'Ontario (LHO) et la Ligue de hockey de l'Ouest (LHOu)

## Équipes participantes
- L'Océanic de Rimouski représente la Ligue de hockey junior majeur du Québec.
- Les Colts de Barrie représente la Ligue de hockey de l'Ontario.
- Le Ice de Kootenay représente la Ligue de hockey de l'Ouest.
- Les Mooseheads d'Halifax de la LHJMQ en tant qu'équipe hôte.

## Classement de la ronde Préliminaire
| Équipe               | PJ | V | D | BP | BC | Pts |
| -------------------- | -- | - | - | -- | -- | --- |
| Océanic de Rimouski  | 3  | 3 | 0 | 15 | 6  | 6   |
| Mooseheads d'Halifax | 3  | 2 | 1 | 15 | 8  | 4   |
| Colts de Barrie      | 3  | 1 | 2 | 7  | 14 | 2   |
| Ice de Kootenay      | 3  | 0 | 3 | 4  | 13 | 0   |

## Résultats

### Résultats du tournoi à la ronde
Voici les résultats du tournoi à la ronde pour l'édition 2000 :

## Effectifs
Voici la liste des joueurs s'alignant avec l'Océanic de Rimouski, équipe championne de 2000 :
- Entraîneur : Doris Labonté
- Gardiens de but : Sébastien Caron et Eric Salvail
- Défenseurs : Ronnie DeContie, Aaron Johnson, Brent MacLellan, Michel Périard, Nicolas Pilote, Joe Rullier, Shawn Scanzano et Rene Vydareny.
- Attaquants : Jean-François Babin, Jonathan Beaulieu, Thatcher Bell, Jean-Philippe Brière, Jan-Philipp Cadieux, Alexis Castonguay, Juraj Kolník, Jacques Larivière, Benoit Martin, Michel Ouellet, Nicolas Poirier, Brad Richards et Alexandre Tremblay.

## Meilleurs pointeurs
| Joueur            | Équipe   | PJ | B | A | Pts |
| ----------------- | -------- | -- | - | - | --- |
| Ramzi Abid        | Halifax  | 4  | 6 | 4 | 10  |
| Juraj Kolník      | Rimouski | 4  | 5 | 5 | 10  |
| Brad Richards     | Rimouski | 4  | 4 | 6 | 10  |
| Jasmin Gélinas    | Halifax  | 4  | 3 | 5 | 8   |
| Michel Périard    | Rimouski | 4  | 2 | 6 | 8   |
| Brandon Reid      | Halifax  | 4  | 1 | 6 | 7   |
| Jonathan Beaulieu | Rimouski | 4  | 4 | 2 | 6   |
| Benoit Dusablon   | Halifax  | 4  | 3 | 3 | 6   |
| Benoit Martin     | Rimouski | 4  | 3 | 2 | 5   |
| Sheldon Keefe     | Barrie   | 5  | 2 | 3 | 5   |

### Meilleurs gardiens
| Joueur          | Équipe   | PJ | V  | D  | Bl | Moy  | %Arr   |
| --------------- | -------- | -- | -- | -- | -- | ---- | ------ |
| Sébastien Caron | Rimouski | -- | -- | -- | -- | 2,00 | 95,2 % |
| Pascal Leclaire | Halifax  | -- | -- | -- | -- | 3,14 | 91,5 % |
| Dan Blackburn   | Kootenay | -- | -- | -- | -- | 4,09 | 89,2 % |
| Brian Finley    | Barrie   | -- | -- | -- | -- | 4,42 | 89,4 % |

## Honneurs individuels
- Trophée Stafford-Smythe (meilleur joueur) : Brad Richards (Océanic de Rimouski)
- Trophée George-Parsons (meilleur esprit sportif) : Brandon Reid (Mooseheads d'Halifax)
- Trophée Hap-Emms (meilleur gardien) : Sébastien Caron (Océanic de Rimouski)
- Trophée Ed-Chynoweth (meilleur buteur) : Ramzi Abid (Mooseheads d'Halifax)

Équipe d'étoiles :
- Gardien : Sébastien Caron (Océanic de Rimouski)
- Défenseurs : Michel Périard (Océanic de Rimouski) — Erik Reitz (Colts de Barrie)
- Attaquants : Brad Richards (Océanic de Rimouski) — Juraj Kolník (Océanic de Rimouski) — Sheldon Keefe (Colts de Barrie)